# Бассалиго Дмитро Миколайович
Бассалиго Дмитро Миколайович (25 листопада 1884 — 15 квітня 1969) — партійний і державний діяч радянської доби. 

## Життєпис
Народився в містечку Дудичі (нині село Калинковицького району Гомельської області, Білорусь) в родині сільського фельдшера. 
Член РСДРП(б) з 1904 року. Брав участь у революційному русі, учасник революції 1905—1907 років. Керував бойовими дружинами Паровозобудівного району під час збройного повстання в Харкові (1905). З 1906 року працював у Севастополі, Пермі, Єкатеринбурзі та Харкові. Делегат V з'їзду РСДРП(б) (1907). Секретар Харківської організації РСДРП(б) (1908).
З 1910 року навчався в Московському університеті та студії К.Станіславського. Одночасно проводив партійну роботу серед робітників Пресні та Митищ у Москві. Грав на сцені Малого театру (1913–1916). 
Брав участь у громадянській війні в Росії. У 1919–1920 роках — комісар бригади 47-ї стрілецької дивізії, яка воювала проти військ генерала Денікіна в районах Чернігова та Києва, а потім проти польських військ на Правобережній Україні.
Від 1920 року — завідувач Центрального управління театрів Народного комісаріату освіти РСФРР. Від 1923 року — на адміністративних посадах у кінематографії: директор «Пролеткино», дир. ф-ки «Радиофильм», виробничої групи «Востокфильм». Від 1938 року працював у Державній Третьяковській галереї, з 1944 року — у Наркоматі закордонних справ СРСР. Від 1945 року — персональний пенсіонер у Москві.
15 квітня 1969 року помер у Москві.

## Фільмографія
- 1923 — «Боротьба за «Ультиматум»»

## Нагороди
- орден Леніна